# پایگاه هوایی باتاینیکا
پایگاه هوایی باتاینیکا (به انگلیسی: Batajnica Air Base) (به زبان بومی: Aerodrom Batajnica) یک فرودگاه نظامی با کد یاتا BJY است که یک باند فرود چمن دارد و طول باند آن ۱۱۰۰ متر است. این فرودگاه در کشور صربستان قرار دارد و در ارتفاع ۸۶ متری از سطح دریا واقع شده‌است.